# Municipio de Harmony (Misuri)
El municipio de Harmony (en inglés: Harmony Township) es un municipio ubicado en el condado de Washington en el estado estadounidense de Misuri. En el año 2010 tenía una población de 371 habitantes y una densidad poblacional de 1,77 personas por km².

## Geografía
El municipio de Harmony se encuentra ubicado en las coordenadas 37°48′32″N 91°0′57″O / 37.80889, -91.01583. Según la Oficina del Censo de los Estados Unidos, el municipio tiene una superficie total de 209.04 km², de la cual 208,33 km² corresponden a tierra firme y (0,34 %) 0,71 km² es agua.

## Demografía
Según el censo de 2010, había 371 personas residiendo en el municipio de Harmony. La densidad de población era de 1,77 hab./km². De los 371 habitantes, el municipio de Harmony estaba compuesto por el 97,04 % blancos, el 0,54 % eran amerindios, el 0,81 % eran asiáticos y el 1,62 % eran de una mezcla de razas. Del total de la población el 1,08 % eran hispanos o latinos de cualquier raza.